# ジャン＝マリ・ギュスターヴ・ル・クレジオ
ジャン＝マリ・ギュスターヴ・ル・クレジオ（Jean-Marie Gustave Le Clézio, 1940年4月13日 - ）は、フランス出身の小説家。1963年、『調書』でデビュー。2008年、ノーベル文学賞受賞。

## 来歴
フランスのニースにイギリス籍の医者の父とフランス籍の母との間に生まれる。18世紀末のフランス革命期に「長髪を切ることを拒んで」ブルターニュからインド洋モーリシャス島に移ったブルトン人の移民の家系である。父母の国籍が異なるのはモーリシャス島がフランス領からイギリス領に移行したためであって、父母はいとこ同士である。父の職業は医師であり、ジャン＝マリは8歳の時、イギリス軍に外科医として従軍した父に従い家族でナイジェリアに滞在した。ナイジェリアではフランス語と英語の環境で育ち、この間に集中的に読書をし文学に目覚めた。作家デビュー前は英語で書くかフランス語で書くか迷ったすえ後者を選んだと言う。1968年にモーリシャスが英連邦王国の一員として独立して以降はフランスとモーリシャスの二重国籍となる。
1950年にニースに戻り中等教育を終えた後、イギリスのブリストル大学で英語を学ぶ。1964年にはマルセル・A・リュフの指導の下、「アンリ・ミショーの作品における孤独のテーマ（Le Théme de la solitude dans l'œuvre d'Henri Michaux)」という論文をニース大学に提出し、学士号を取得している。リュフの兄弟子に仏文学者の井上輝夫がいる。なおル・クレジオはミショーと直接面識を持っていた。
作家としてのデビュー作は1963年の『調書』であり、この作品でルノードー賞を受賞。ゴンクール賞の候補にもなるなど華々しいデビューを飾る。長身と美貌からメディアにも注目され、サルトルやカミュにも比せられた。続いて作品集『発熱』（1965年）、長編『大洪水』（1966年）、エッセイ『物質的記憶』（1967年）などを発表していき、作家的地位を確立する。初期の作風は言語や狂気を主題にした実験的なものであったが、ヌーヴォー・ロマン全盛のパリからは距離を置いて作家活動を行なった。
1966年からは義務兵役代替のフランス語教授としてタイ、翌年からはメキシコに滞在。1967年には初めて日本を訪問している。この頃から中南米に惹かれるようになり、1970年から1974年までパナマの密林に住むインディアン（エンベラ族）に混じって生活しながら執筆を行なった。この体験がエッセイ『悪魔祓い』（1971年）として描き出され、この作品により1972年にヴァレリー・ラルボー賞を受ける。1975年にベルベル人の血を引くモロッコ人女性ジェミアと結婚。のち3子をもうける。
1970年代後半からメキシコの文化に傾倒し、メキシコの各地の大学で客員教授を務めながら、ヨーロッパによるアメリカ先住民への略奪の歴史を研究、初期メキシコの歴史に関する論文によりペルピニャン大学で博士を取得した。1980年、これらの研究の成果を間接的に生かすかたちで書かれた小説『砂漠』を発表。この作品でアカデミー・フランセーズにより第1回ポール・モーラン賞を受賞した。
2006年に39年ぶりに来日。東京（一橋大学、東京外国語大学府中キャンパス）で講演を行なったほか、文化人類学者である今福龍太の案内で奄美群島を、また親交のある作家津島佑子の案内で北海道を訪れた。奄美群島への旅行では、特にガジュマルの樹を目にした時に、インド洋、モーリシャスとの繋がりを感じたという。北海道ではアイヌ民族の人々と交流をもった。2007年から翌年まで、韓国の梨花女子大学校でフランス語とフランス文学を教えた。
2008年、ヨーロッパ文明への批判的な視点と詩的な文章が評価されノーベル文学賞を受賞。フランス語作家としては1985年のクロード・シモン以来23年ぶりの受賞者となった。
2009年に来日し、同じくノーベル文学賞受賞者の大江健三郎との対談を行った。英訳された数多くの大江作品を読み、感銘を受けたという。
2013年、2015年にも来日しており、日仏文化会館や東京大学などで講演を行っている。ル・クレジオは複数のインタビューや近著『Ballaciner』（2007）において日本映画への愛着を語っている。特に『雨月物語』を始めとする溝口健二の詩的な映像を愛しているという。『物質的恍惚』などの若い頃に書かれた作品中にも時おり溝口の名が言及されている。

## 主な作品
デビュー作である『調書』（1963年）は、上述したサルトルやカミュのほか、幻視的作風からランボーやブレイクに、また互いに位相の異なる切れ切れの断片を挿入する作風からゴダールの映画作品などとも比較された。ヘンリー・ミラーと関連付ける声もあった。
デビュー作に続いて発表された短編集『発熱』（1965年）は、サリンジャーの作品を意識して日常に潜む小さな狂気が拡大していく様を克明に描いている。続く長編『大洪水』（1966年）は、ランボーの「大洪水」を意識して書かれており、また作中には、ル･クレジオが8歳の時、ナイジェリアへの渡航中に書かれた事実上の処女作「黒人オラジ」（Oradi noir）が挿入されている。これらの作品に、匿名性の高い登場人物たちを軸としながら西欧の「都市」を描いた『戦争』（1970年）、パナマでの生活をもとに、インディオの技芸と西欧文明の産業芸術との衝突をテーマにしたエッセイ『悪魔祓い』（1971年）、スーパー・マーケットを舞台とし、広告時代の人間の解放の可能性を問いかける『巨人たち』（1973年）などが続く。
上述したようにル・クレジオの初期の作風は言語実験的な傾向の強いものであったが、中南米への興味と平行して次第に平明、簡素な文体に移行していった。この傾向は、「大きいと同時に小さい」神話的な人物、ナジャナジャを主人公とする、見えるものの「向こう側」への時空旅行を描いた『向う側への旅』（1975年）あたりからはじまり、エッセイ『地上の見知らぬ少年』（1978）における世界の美の再確認作業を通じて強化され、『モンドその他の物語』（1978年、邦題『海を見たことがなかった少年』）において、完全に獲得されたものとなる（日本語版の訳者豊崎光一は「努めて獲得された平明さ」と述べている）。ル・クレジオは子供の読者を獲得し、また作中でも子供が描かれることが多くなった。
ポール・モラン賞を受賞した『砂漠』（1980年）では、20世紀初頭、紀元前からサハラに住まうベルベル人が、「水」を占有するキリスト教徒に対し、大族長の祈りに鼓舞されながら一大抵抗を試みる様を少年の視点をもって描き、またこの闘争の季節のあとの時代を、したたかに生き延びる少女ララの視点をもって、北アフリカ系労働者の貧困とヨーロッパ文明の醜さを映し出した。
その後は『黄金探索者』（1985年）『ロドリゲス島への旅』（1986年）を端緒とする、自身の先祖の生きた歴史を主題にした作品や、『オニチャ』（1991年）や『さまよえる星』（1992年）のような自身の幼少期から題材をとった作品も発表している。また捕鯨の盛衰と一群の人間たちの衰運を主題とした『パワナ』（1992年）のようなエコロジカルな視点を含んだ作品もある。

## 著作一覧
- Le Procès-verbal (1963)（『調書』豊崎光一訳、新潮社、1966年、新装版2008年）
- La Fièvre (1965)（『発熱』高山鉄男訳、新潮社、1970年）
- Le Déluge (1966)（『大洪水』望月芳郎訳、河出書房新社、1969年、新装版1977年。河出文庫、2009年）
- Terra Amata (1967)（『愛する大地』豊崎光一訳、新潮社、1969年）
- Le Livre des fuites (1969)（『逃亡の書』望月芳郎訳、新潮社、1971年）
- La Guerre (1970)（『戦争』豊崎光一訳、新潮社、1972年）
- Lullaby (1970)
- Les Géants (1973)（『巨人たち』（望月芳郎訳、新潮社、1976年）
- Voyages de l'autre côté (1975)（『向う側への旅』高山鉄男訳、新潮社、1979年）
- Mondo et autres histoires (1978)（『海を見たことがなかった少年　モンドほか子供たちの物語』（豊崎光一、佐藤領時訳、集英社、1988年。集英社文庫、1995年）
- L'Inconnu sur la terre (1978) （姉妹編『地上の見知らぬ少年』（鈴木雅生訳、河出書房新社、2010年）
- Désert (1980)（『砂漠』望月芳郎訳、河出書房新社、1983年、新装版2009年）
- La Ronde et autres faits divers (1982)（『ロンドその他の三面記事』佐藤領時、豊崎光一訳、白水社 1991年）
- Le Chercheur d'Or (1985)（『黄金探索者』中地義和訳、新潮社、1993年。『世界文学全集 II-09』所収、河出書房新社、2009年）
- Printemps et autres saisons (1989)（『春 その他の季節』佐藤領時訳、集英社、1993年）
- Onitsha (1991)（『オニチャ』望月芳郎訳、新潮社、1993年）
- Étoile errante (1992)（『さまよえる星』望月芳郎訳、新潮社、1994年）
- Pawana (1992)（『パワナ―くじらの失楽園』菅野昭正訳、集英社、1995年）
- La Quarantaine (1995)（『隔離の島』中地義和訳、筑摩書房、2013年。ちくま文庫、2020年）『黄金探索者』の続編
- Poisson d'or (1997)（『黄金の魚』村野美優訳、北冬舎・王国社、2003年）
- Hasard : suivi d'Angoli Mala (1999)（『偶然 帆船アザールの冒険』菅野昭正訳、集英社、2002年）
- Cœur Brûle et autres romances (2000) （『心は燃える 』中地義和、鈴木雅生訳、作品社、2017年）
- Révolutions (2003)（『はじまりの時』村野美優訳、原書房（上・下）、2005年）『隔離の島』の続編
- Ourania (2005)
- Ritournelle de la faim (2008)（『飢えのリトルネロ』村野美優訳、原書房、2011年）
- Histoire du pied et autres fantaisies (2011)
- Tempête. Deux novellas (2014)（『嵐』中地義和訳、作品社、2015年）
- Alma (2017)（『アルマ』中地義和訳、作品社、2020年）
- Bitna, sous le ciel de Séoul (2018)（『ビトナ　ソウルの空の下で』中地義和訳、作品社、2022年）
- Chanson bretonne, suivi de L'Enfant et la Guerre (2020)（『ブルターニュの歌』中地義和訳、作品社、2024年）

### エッセイ・インタビュー
- L'Extase matérielle (1967)（『物質的恍惚』豊崎光一訳、新潮社、1970年）、岩波文庫（2010年5月、解説今福龍太）
- Haï (1971)（『悪魔祓い』高山鉄男訳、新潮社「創造の小径」、1975年）、岩波文庫（2010年6月、カラー版）
- Mydriase (1973)
- Vers les icebergs (Essai sur Henri Michaux) (1978)（『氷山へ』中村隆之訳、水声社、2015年）
- Trois villes saintes (1980)
- Voyage à Rodrigues (1986)（『ロドリゲス島への旅』中地義和訳、朝日出版社、1988年）
- Le Rêve mexicain ou la pensée interrompue (1988)（『メキシコの夢』望月芳郎訳、新潮社、1991年）
- Diego et Frida (1993)（『ディエゴとフリーダ』望月芳郎訳、新潮社、1997年）
- La Fête chantée (1997)（『歌の祭り』管啓次郎訳、岩波書店、2005年／岩波文庫、2025年6月）
- Gens des nuages (1997) (妻Jemia Le Clézioとの共著)（『雲の人びと』村野美優訳、思潮社、2012年）
- L'Africain (2004)（『アフリカのひと　父の肖像』菅野昭正訳、集英社、2006年）
- Raga. Approche du continent invisible (2006)（『ラガ――見えない大陸への接近』管啓次郎訳、岩波書店、2016年）
- Ballaciner (2007)（『ル・クレジオ、映画を語る』中地義和訳、河出書房新社、2012年）
- Conversations avec J.M.G. Le Clézio (1971)（聞き手ピエル・ロスト『ル・クレジオは語る』望月芳郎訳、二見書房、1974年）
- Ailleurs (1995)（『もうひとつの場所』中地義和訳、新潮社、1996年）
- Quinze causeries en Chine. Aventure poétique et échanges littéraires (2019)（『ル・クレジオ、文学と書物への愛を語る』 鈴木雅生訳、作品社、2022年）

### 児童書
- Voyage au pays des arbres (1978)（『木の国の旅』H.ギャルロン絵、大岡信訳、文化出版局、1981年）

### 翻訳
- Les Prophéties du Chilam Balam (1976)（『マヤ神話 チラム・バラムの予言』望月芳郎訳、新潮社、1981年）
- Relation de Michoacan (1985)（『チチメカ神話 ミチョアカン報告書』望月芳郎訳、新潮社、1987年）

### 映画化作品
- Mondo (1995) (『モンド』トニー・ガトリフ監督、オヴィデュー・バラン主演、フランス)